# Decapolis
Decapolis a fost un grup de zece orașe la frontiera de est a Imperiului Roman în aproprierea provincilor romane  Iudea și Siria, unite datorită limbii, culturii, locației și statutului politic comun. Cu excepția orașului Scitopolis, toate se aflau la est de râul Iordan, fiind un izvor de cultură greacă și romană. Această uniune a fost fondată în 64 î.Hr. în timpul cuceririi Siriei de către Pompei și dizolvată în 135 d.Hr. la sfârșitul revoltei lui Bar Kohba. 

## Orașe

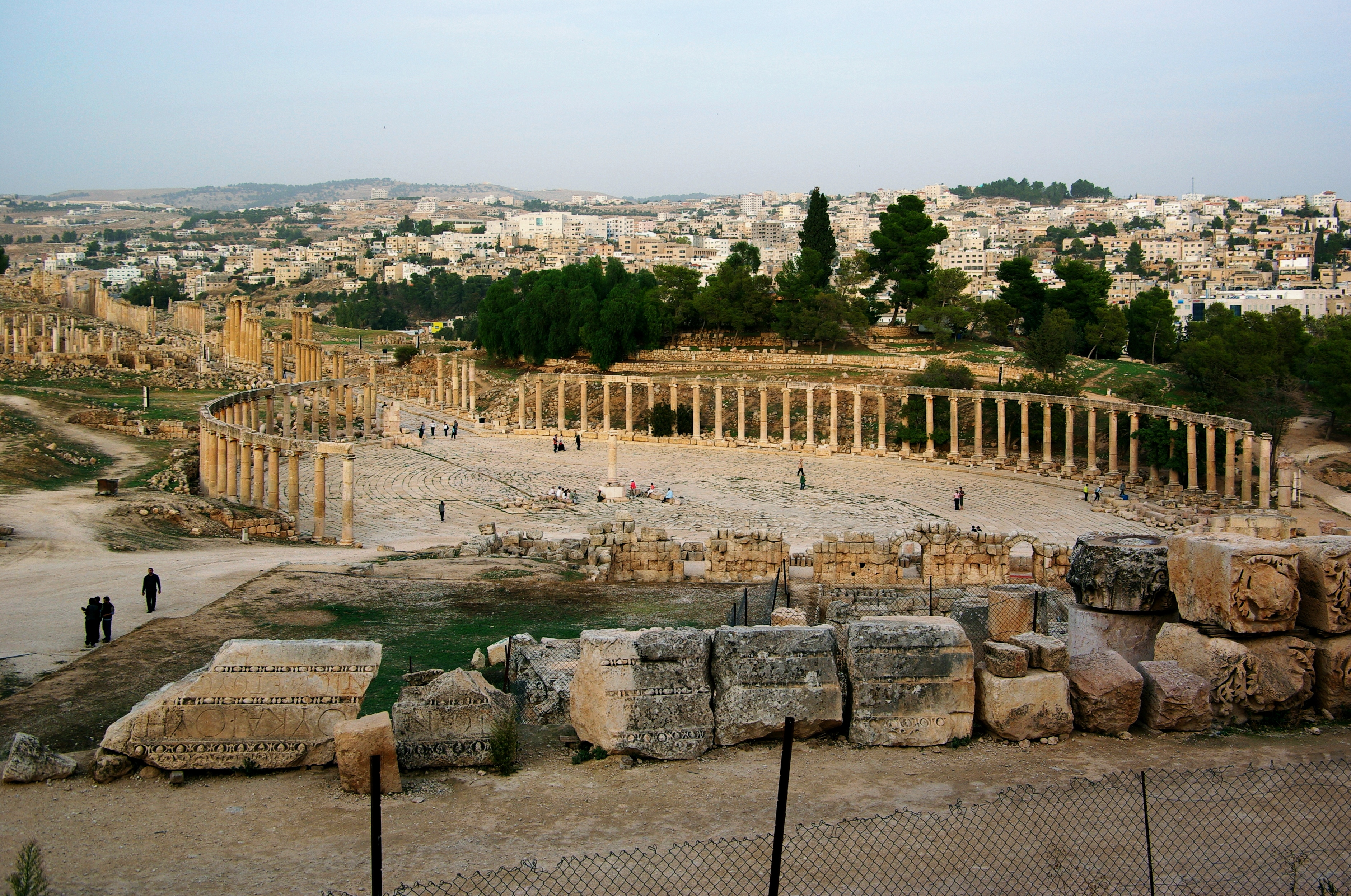
Forumul oval și cardoul din Gerasa (Jerash)

Numele celor zece orașe tradiționale din Decapolis coform descrierii din Istoriei naturale a lui Pliniu cel Bătrân. Ele sunt:
1. Gerasa (Jerash) în Iordania
2. Dium mai târziu Capitolias de asemenea Dion, Aydoun în arabă, în Iordania
3. Scythopolis (Beit She'an) în Israel, singurul oraș la vest de Râul Iordan
4. Hippos (de asemenea Hippus sau Sussita; Al-Husn în arabă) pe Înălțimile Golan
5. Gadara (Umm Qais) în Iordania
6. Pella (la vest de Irbid) în Iordania
7. Philadelphia, în zilele noastre Amman, capitala Iordaniei
8. Canatha (Qanawat) în Siria
9. Raphana, de obicei identificat cu Abila în Iordania
10. Damascus, capitala modernă a Sirieiref>„Decapolis - Ancient Greek League, Palestine”. Encyclopædia Britannica Online Edition.</ref>

Damascul era mai la nord decât celelalte și uneori se crede că a fost un membru „de onoare”. Josephus a declarat că Scythopolis a fost cel mai mare dintre cele zece orașe. Comentatorul biblic Edward Plumptre a sugerat, prin urmare, că Damascul nu a fost inclus în lista lui Josephus. Potrivit altor surse, este posibil să fi existat până la optsprezece sau nouăsprezece orașe greco-romane numărate ca parte a Decapolisului.

## Istoric

### Epoca elenistică
Perioada elenistică a Decapolisului începe în 323 î.Hr., la moartea lui Alexandru cel Mare, până în 63 î.Hr., când orașele intră în sfera de influență romană. 
Cu excepția Damascului ( cu o vechime de peste 9.000 de ani), celelalte orașe din Decapolis au fost fondate, unele în timpul dominației ptolemeice a regiunii, alte sub conducerea Imperiului Seleucid.
În regiune au interacționat două culturi: cultura greacă și cultura semitică locală. Fiecare împrumutând celeilate diverse valori materiale și spirituale, elenii au adoptat unii zei fenicieni și nabatieni, în timp ce Zeus a devenit și stăpânul zeilor locali. De asemenea, grecii au fost șocați de practica semitică a circumciziei. Zona Decapolisului se distingea de împrejurimi, datorită culturii greco-semitice.
Epoca elenistică se sfârșește odată cu supunerea Regatului Hasmonean de către Pompei în 63 î.Hr., populația Decapolisului întâmpinându-i cu mult fast pe romani. 

### Dominația romană
După cucerirea Iudeei și Siriei de către romani, Roma a dorit dezvoltarea culturii romane în cele mai îndepărtate regiuni din sfera sa de influență (inclusiv, Decapolis). Imperiul Roman le-a permis acestor orașe o autonomie regională, funcționând ca niște orașe-stat. Pe monezile proprii bătute de membrele Decapolisului, erau inscripționate cuvinte ca autonomă, liber, suveran, dovadă a autoguvernării permisă de împărat.
Romanii și-au lăsat puternic amprenta asupra regiunii, orașele au fost reconstruite după modelul celor romane, tiparul străzilor, templelor și clădirilor era asemănător. Cultul împăratului a fost o practică comună întregului Decapolis. Comerțul înflorise datorită noilor drumuri romane, formând o puternică rețea comercială.
Decapolisul a fost unul dintre puținele ținuturi cu o populație mică de evrei unde, conform Evangheliilor lui Marcu, Matei și Luca, Iisus a propăvăduit credința creștină.

### Sfârșitul
Orașele au fost împărțite între provincile Siria, Iudaea și Arabia Petraea, dar regiunea a rămas să fie cunoscută ca Decapolis, fiind distinctă față de provinciile romane deoarece foloseau calendarul Pompei, care începea cu cucerirea Regatului Hasmonean în 63 î.Hr.
Creștinismul a fost adoptat diferit de fiecare oraș, unele l-au acceptat, altele au rămas păgâne o lungă perioadă de timp. Multe așezări au dispărut o dată cu cucerirea ținutului de către arabi în 641 d.Hr, dar puține (precum Damascul) au introdus cultul mahomedan existând mult după acest eveniment.